# Thüringen Ladies Tour 2023
Il Thüringen Ladies Tour 2023, trentacinquesima edizione della manifestazione, valido come prova dell'UCI Women's ProSeries 2023, si svolse dal 23 al 28 maggio 2023 su un percorso 649,7  km, suddiviso in 6 tappe, con partenza da Schleiz e arrivo a Mühlhausen, in Turingia. La vittoria fu appannaggio della belga Lotte Kopecky, che completò il percorso in 17h01'32", alla media di 38,160 km/h, precedendo le neerlandesi Lorena Wiebes e Mischa Bredewold.
Sul traguardo di Mühlhausen 79 cicliste, su 95 partite da Schleiz, portarono a termine la competizione.

## Tappe
| Tappa  | Data      | Percorso                            | km    | Vincitore di tappa | Leader cl. generale |
| ------ | --------- | ----------------------------------- | ----- | ------------------ | ------------------- |
| 1ª     | 23 maggio | Schleiz > Schleiz (cron. a squadre) | 9,1   | Team SD Worx       | Lotte Kopecky       |
| 2ª     | 24 maggio | Gera > Gera                         | 153,5 | Mischa Bredewold   | Mischa Bredewold    |
| 3ª     | 25 maggio | Schmölln > Schmölln                 | 94,6  | Barbara Guarischi  | Mischa Bredewold    |
| 4ª     | 26 maggio | Gotha > Gotha                       | 133,7 | Lonneke Uneken     | Mischa Bredewold    |
| 5ª     | 27 maggio | Schmalkalden > Schmalkalden         | 132,6 | Lorena Wiebes      | Lorena Wiebes       |
| 6ª     | 28 maggio | Mühlhausen > Mühlhausen             | 126,2 | Lotte Kopecky      | Lotte Kopecky       |
| Totale | Totale    | Totale                              | 649,7 |                    |                     |

## Squadre e corridore partecipanti
Al via 17 formazioni.
| N.    | Cod. | Squadra                        |
| ----- | ---- | ------------------------------ |
| 1-6   | JAY  | Team Jayco AlUla               |
| 11-16 | SDW  | Team SD Worx                   |
| 21-26 | CSR  | Canyon-SRAM Racing             |
| 31-36 | UAD  | UAE Team ADQ                   |
| 41-46 | FED  | Fenix-Deceuninck               |
| 51-56 | WNT  | Ceratizit-WNT Pro Cycling Team |
| 61-66 | PHV  | Parkhotel Valkenburg           |
| 71-76 | AGS  | AG Insurance-Soudal Quick-Step |
| 81-86 | ARK  | Arkéa Pro Cycling Team         |

| N.      | Cod. | Squadra                      |
| ------- | ---- | ---------------------------- |
| 101-106 | TOP  | Top Girls Fassa Bortolo      |
| 111-116 | TBL  | Team Bridgelane              |
| 121-126 | ARA  | ARA Skip Capital             |
| 131-136 | MXR  | Maxx-Solar Rose Women Racing |
| 141-146 | GER  | Germania                     |
| 151-156 | NED  | Paesi Bassi                  |
| 161-166 |      | Team Stuttgart               |
| 171-176 |      | One World Team               |

## Dettagli delle tappe

### 1ª tappa
- 23 maggio: Schleiz > Schleiz – cronometro a squadre – 9,1 km

Risultati
| Pos. | Squadra            | Tempo  |
| ---- | ------------------ | ------ |
| 1    | Team SD Worx       | 13'08" |
| 2    | Team Jayco AlUla   | a 7"   |
| 3    | Canyon-SRAM Racing | a 18"  |

| Pos. | Corridore        | Squadra | Tempo  |
| ---- | ---------------- | ------- | ------ |
| 1    | Lotte Kopecky    | SD Worx | 13'08" |
| 2    | Mischa Bredewold | SD Worx | s.t.   |
| 3    | Lorena Wiebes    | SD Worx | s.t.   |

### 2ª tappa
- 24 maggio: Gera > Gera – 153,5 km

Risultati
| Pos. | Corridore         | Squadra | Tempo    |
| ---- | ----------------- | ------- | -------- |
| 1    | Mischa Bredewold  | SD Worx | 4h11'50" |
| 2    | Barbara Guarischi | SD Worx | a 13"    |
| 3    | Lorena Wiebes     | SD Worx | s.t.     |

| Pos. | Corridore        | Squadra | Tempo    |
| ---- | ---------------- | ------- | -------- |
| 1    | Mischa Bredewold | SD Worx | 4h24'45" |
| 2    | Lorena Wiebes    | SD Worx | a 22"    |
| 3    | Lotte Kopecky    | SD Worx | a 25"    |

### 3ª tappa
- 25 maggio: Schmölln > Schmölln – 94,6 km

Risultati
| Pos. | Corridore         | Squadra   | Tempo    |
| ---- | ----------------- | --------- | -------- |
| 1    | Barbara Guarischi | SD Worx   | 2h23'56" |
| 2    | Lorena Wiebes     | SD Worx   | s.t.     |
| 3    | Sandra Alonso     | Ceratizit | s.t.     |

| Pos. | Corridore        | Squadra | Tempo    |
| ---- | ---------------- | ------- | -------- |
| 1    | Mischa Bredewold | SD Worx | 6h48'44" |
| 2    | Lorena Wiebes    | SD Worx | a 11"    |
| 3    | Lotte Kopecky    | SD Worx | a 14"    |

### 4ª tappa
- 26 maggio: Gotha > Gotha – 133,7 km

Risultati
| Pos. | Corridore               | Squadra   | Tempo    |
| ---- | ----------------------- | --------- | -------- |
| 1    | Lonneke Uneken          | SD Worx   | 3h23'50" |
| 2    | Marta Lach              | Ceratizit | s.t.     |
| 3    | Christina Schweinberger | SD Worx   | a 7"     |

| Pos. | Corridore        | Squadra | Tempo     |
| ---- | ---------------- | ------- | --------- |
| 1    | Mischa Bredewold | SD Worx | 10h12'54" |
| 2    | Lorena Wiebes    | SD Worx | a 10"     |
| 3    | Lotte Kopecky    | SD Worx | s.t.      |

### 5ª tappa
- 27 maggio: Schmalkalden > Schmalkalden – 132,6 km

Risultati
| Pos. | Corridore         | Squadra   | Tempo    |
| ---- | ----------------- | --------- | -------- |
| 1    | Lorena Wiebes     | SD Worx   | 3h29'30" |
| 2    | Marta Bastianelli | UAE       | s.t.     |
| 3    | Marta Lach        | Ceratizit | s.t.     |

| Pos. | Corridore        | Squadra | Tempo     |
| ---- | ---------------- | ------- | --------- |
| 1    | Lorena Wiebes    | SD Worx | 13h42'24" |
| 2    | Mischa Bredewold | SD Worx | s.t.      |
| 3    | Lotte Kopecky    | SD Worx | a 4"      |

### 6ª tappa
- 28 maggio: Mühlhausen > Mühlhausen – 126,2 km

Risultati
| Pos. | Corridore           | Squadra | Tempo    |
| ---- | ------------------- | ------- | -------- |
| 1    | Lotte Kopecky       | SD Worx | 3h19'20" |
| 2    | Lorena Wiebes       | SD Worx | a 32"    |
| 3    | Ruby Roseman-Gannon | Jayco   | s.t.     |

| Pos. | Corridore        | Squadra | Tempo     |
| ---- | ---------------- | ------- | --------- |
| 1    | Lotte Kopecky    | SD Worx | 17h01'32" |
| 2    | Lorena Wiebes    | SD Worx | a 38"     |
| 3    | Mischa Bredewold | SD Worx | a 44"     |

## Evoluzione delle classifiche
| Tappa              | Vincitore          | Classifica generale Maglia gialla | Classifica a punti Maglia rosa | Classifica scalatori Maglia verde | Classifica giovani Maglia rossa | Classifica a squadre |
| ------------------ | ------------------ | --------------------------------- | ------------------------------ | --------------------------------- | ------------------------------- | -------------------- |
| 1ª                 | Team SD Worx       | Lotte Kopecky                     | Ruby Roseman-Gannon            | Antonia Niedermaier               | Antonia Niedermaier             | Team SD Worx         |
| 2ª                 | Mischa Bredewold   | Mischa Bredewold                  | Mischa Bredewold               | Alice Palazzi                     | Neve Bradbury                   | Team SD Worx         |
| 3ª                 | Barbara Guarischi  | Mischa Bredewold                  | Mischa Bredewold               | Alice Palazzi                     | Neve Bradbury                   | Team SD Worx         |
| 4ª                 | Lonneke Uneken     | Mischa Bredewold                  | Lotte Kopecky                  | Alice Palazzi                     | Neve Bradbury                   | Team SD Worx         |
| 5ª                 | Lorena Wiebes      | Lorena Wiebes                     | Lotte Kopecky                  | Alice Palazzi                     | Neve Bradbury                   | Team SD Worx         |
| 6ª                 | Lotte Kopecky      | Lotte Kopecky                     | Lotte Kopecky                  | Alice Palazzi                     | Neve Bradbury                   | Team SD Worx         |
| Classifiche finali | Classifiche finali | Lotte Kopecky                     | Lotte Kopecky                  | Alice Palazzi                     | Neve Bradbury                   | Team SD Worx         |

Maglie indossate da altri ciclisti in caso di due o più maglie vinte
- Nella 2ª tappa Neve Bradbury ha indossato la maglia rossa al posto di Antonia Niedermaier.
- Nella 3ª e 4ª tappa Barbara Guarischi ha indossato la maglia rosa al posto di Mischa Bredewold.

## Classifiche finali

### Classifica generale - Maglia gialla
| Pos. | Corridore             | Squadra   | Tempo     |
| ---- | --------------------- | --------- | --------- |
| 1    | Lotte Kopecky         | SD Worx   | 17h01'32" |
| 2    | Lorena Wiebes         | SD Worx   | a 38'     |
| 3    | Mischa Bredewold      | SD Worx   | a 44"     |
| 4    | R. Roseman-Gannon     | Jayco     | a 59"     |
| 5    | Christ. Schweinberger | Fenix     | a 1'06"   |
| 6    | Marta Lach            | Ceratizit | a 1'20"   |
| 7    | Neve Bradbury         | Canyon    | a 1'31"   |
| 8    | Ceylin Alvarado       | Fenix     | a 1'33"   |
| 9    | Aniek van Alphen      | Fenix     | s.t.      |
| 10   | Romy Kasper           | AG Insur. | a 1'34"   |

### Classifica a punti - Maglia rosa
| Pos. | Corridore           | Squadra   | Punti |
| ---- | ------------------- | --------- | ----- |
| 1    | Lotte Kopecky       | SD Worx   | 31    |
| 2    | Lorena Wiebes       | SD Worx   | 19    |
| 3    | Ruby Roseman-Gannon | Jayco     | 18    |
| 4    | Marta Lach          | Ceratizit | 16    |
| 5    | Mischa Bredewold    | SD Worx   | 11    |

### Classifica scalatori - Maglia verde
| Pos. | Corridore        | Squadra   | Punti |
| ---- | ---------------- | --------- | ----- |
| 1    | Alice Palazzi    | Top Girls | 26    |
| 2    | Alena Ivanchenko | UAE       | 13    |
| 3    | Mischa Bredewold | SD Worx   | 9     |
| 4    | Maaike Coljé     | Arkéa     | 7     |
| 5    | Quinty Schoens   | Parkhotel | 5     |

### Classifica giovani - Maglia rossa
| Pos. | Corridore        | Squadra      | Tempo     |
| ---- | ---------------- | ------------ | --------- |
| 1    | Neve Bradbury    | Canyon       | 17h03'03" |
| 2    | Julia Borgström  | AG Insurance | a 8"      |
| 3    | Femke Gerritse   | Parkhotel    | a 21"     |
| 4    | Rosita Reijnhout | Paesi Bassi  | a 41"     |
| 5    | Maud Oudeman     | Paesi Bassi  | a 45"     |

### Classifica a squadre
| Pos. | Squadra                        | Tempo     |
| ---- | ------------------------------ | --------- |
| 1    | Team SD Worx                   | 50h40'34" |
| 2    | Fenix-Deceuninck               | a 1'26"   |
| 3    | Ceratizit-WNT Pro Cycling Team | a 2'05"   |
| 4    | Arkéa Pro Cycling Team         | a 2'08"   |
| 5    | UAE Team ADQ                   | a 2'26"   |